# Клієнтела
Клієнтела, клієнтелізм (лат. clientēla, від cliens  — клієнт; залежний, підпорядкований) —  відносини між людьми з різним соціальним та економічним статусом, що передбачають обмін заступництва «патрона» на лояльність «клієнта».
Клієнтела у Стародавньому Римі — форма соціальної залежності: взаємні правові, соціальні та економічні зобов'язання  між патроном та підпорядкованим йому клієнтом.

## Вибори. Державне управління
Виборчий клієнтелізм можна визначити як взаємну домовленість між патроном-політиком, що має певні ресурси, і клієнтом-виборцем, що користується підтримкою першого. Політик, надавши виборцю певні послуги та/або товари, чекає від одержувача лояльності. Виборець у свою чергу, отримавши певні переваги, може взяти на себе моральне зобов'язання надати політичну підтримку своєму заступнику.
Виборчий клієнтелізм характерний передусім для бідних країн, де вибори надто персоналізовані, а виборні посадові особи мають значний контроль над державними ресурсами. У таких країнах система клієнтели функціонує за рахунок в т.ч. державного бюджету. В якості прикладу можна навести підвищення пенсій, мінімальної заробітної плати незадовго до виборів або виділення з державного бюджету субвенцій на виконання інвестиційних проектів під певні політичні сили. По мірі того, як рівень життя населення підвищується, патрону-політику доводиться витрачати все більше і більше ресурсів, щоб купувати лояльність клієнтів-виборців. Тому клієнтелістські стратегії є найбільш дієвими саме у злиденних країнах. У зв'язку з цим патрон може бути зацікавлений у зниженні життєвого рівня населення, а отже й проводити відповідну політику.
Сюзен Стокс та ін. автори книги «Brokers, Voters, and Clientelism» описують політичних акторів, що практикують клієнтелізм, як лідерів, брокерів та виборців. Дослідники підкреслюють, що патрони, які позиціонують себе як «політичних лідерів», «меценатів», зазвичай користуються послугами посередників, брокерів. Посередником між патроном і виборцем, як правило, виступає політична або благодійна організація.
Клієнтелізм послаблює інститути демократії. Це пояснюється, наприклад, тим, що результати виборів можуть залежати од тих подарунків, що політики підносять виборцям напередодні виборів. Крім того, патрон-клієнтські відносини негативно впливають на ефективність роботи державних органів, підвищують загальний рівень корупції в країні.

## Клієнтела в Стародавньому Римі
Латинське поняття клієнтела означало протегування підопічним, зв'язок між патроном та його клієнтом. Патрон виступав за клієнта і за це навзаємно вимагав від клієнта вірності (fides). Обов'язки вірності означали для клієнта у грошовій підтримці патрона, супроводженні його, підтримці під час війни. Патрон допомагав клієнту у судових справах, справах війни та грошовою підтримкою. Клієнтела зароджувалася коли клієнт був у економічній скруті, не міг виступати за себе у суді, бо не був з привілейованого стану отже був обмежений у правах.
Клієнтела мала особливе значення в період Республіки, причому клієнтські зобов'язання часто передавалися у спадок. Традиційно клієнти супроводжували свого патрона на Форумі, підтримували його на виборах і служили на війні під його орудою. При цьому патрон зобов'язувався захищати своїх клієнтів у разі судових розглядів, або викуповувати членів їх сімей, які потрапили в залежність, підтримувати їх мінімальні життєві потреби.
Різновидом клієнтела були відносини між діячами мистецтва та їх заступниками. Яскравим прикладом є поет-сатирик Марціал.
Клієнтела була також юридичною категорією у відносинах між Римською республікою та залежними і союзними державами.